# Erich Kanitz
Erich Kanitz  (* 3. September 1899 in Berlin; † 19. Juli 1932 in Weißwasser) war ein deutscher Kommunist, Mitglied der KPD und 1. Vorsitzender der Internationalen Arbeiterhilfe (IAH).

## Leben
Kanitz besuchte ab 1906 die Schule, ab der 5. Klasse ein Realgymnasium. 1917 wurde er aus der Schule entlassen und diente bis zum Ende des Ersten Weltkrieges 1918 als Soldat. 1919 begann er bei den Bergmann Elektrizitätswerken eine Dreherlehre. Dort wurde er Mitglied der Metallarbeitergesellschaft und arbeitete bis 1926, als er wegen „kommunistischer Umtriebe“ entlassen und auf die „Schwarze Liste“ gesetzt wurde. Noch im gleichen Jahr wurde Kanitz Mitglied der KPD und des Roten Frontkämpfer-Bundes. Er ging auf Wanderschaft und gelangte nach Weißwasser, wo er in den damaligen Osram-Werken Arbeit fand und bei der Familie Herack, auf der Berliner Straße ein Zimmer mietete. „Bei der Familie Herack, Berliner Straße, fand Erich ein Heim. Sie besaßen eine größere Wohnung und konnten ihm ein Zimmer vermieten. Er war ein verträglicher und gewissenhafter Mensch, man fand schnell Kontakt zu ihm. Familie Herack wusch und kochte für ihn. Dafür stand Erich ihnen bei allen anfallenden Arbeiten im Haus und Hof zur Seite. Er war sehr geschickt im Maschinennähen, besserte Kleidung aus und nähte neue Sachen.“
Kanitz wurde Mitglied der Kreisleitung der KPD und 1. Vorsitzender der Internationalen Arbeiterhilfe (IAH). Auch der Vertrieb von Zeitungen (Die Rote Fahne, Welt am Abend, Der Wahre Jacob) gehörte zu seinen Aufgaben. Er heiratete 1928 die Witwe Mathilde Heißler, die drei Kinder hatte, und zog in die Gutenbergstraße 17 um. Mit ihr hatte er zwei weitere Kinder. Die jüngste Tochter wurde erst nach seinem Tod geboren. Kanitz soll in seiner politischen Arbeit die Menschen gefesselt und überzeugt haben. Er setzte sich besonders für die Interessen der Jugend ein, leitete einen Theaterzirkel der Jungen Pioniere, spielte Stücke und sang mit ihnen.
Im Jahre 1930 wurde er entlassen, arbeitet von 1931 bis Anfang 1932 als Bauhilfsarbeiter und wurde erneut arbeitslos, was zur Zeit der Weltwirtschaftskrise beinahe die Regel war. Zudem wurde er gemaßregelt und musste sich daher auf der Polizeiwache bei Kommissar Völker oder bei Kommissar Wiese melden. 
Am Abend des Dienstag, dem 19. Juli 1932, gab es in Weißwasser im Hotel Zur Krone eine genehmigte nationalsozialistische Wahlversammlung und eine größere Gegenversammlung Kommunistischer Verbände. Die Polizei versuchte, die Menge auseinanderzutreiben. Dabei fielen mehrere Schüsse, die sowohl von den Demonstranten als auch von der Polizei abgegeben wurden. Kanitz starb dabei durch eine Polizeikugel.

## Ehrungen

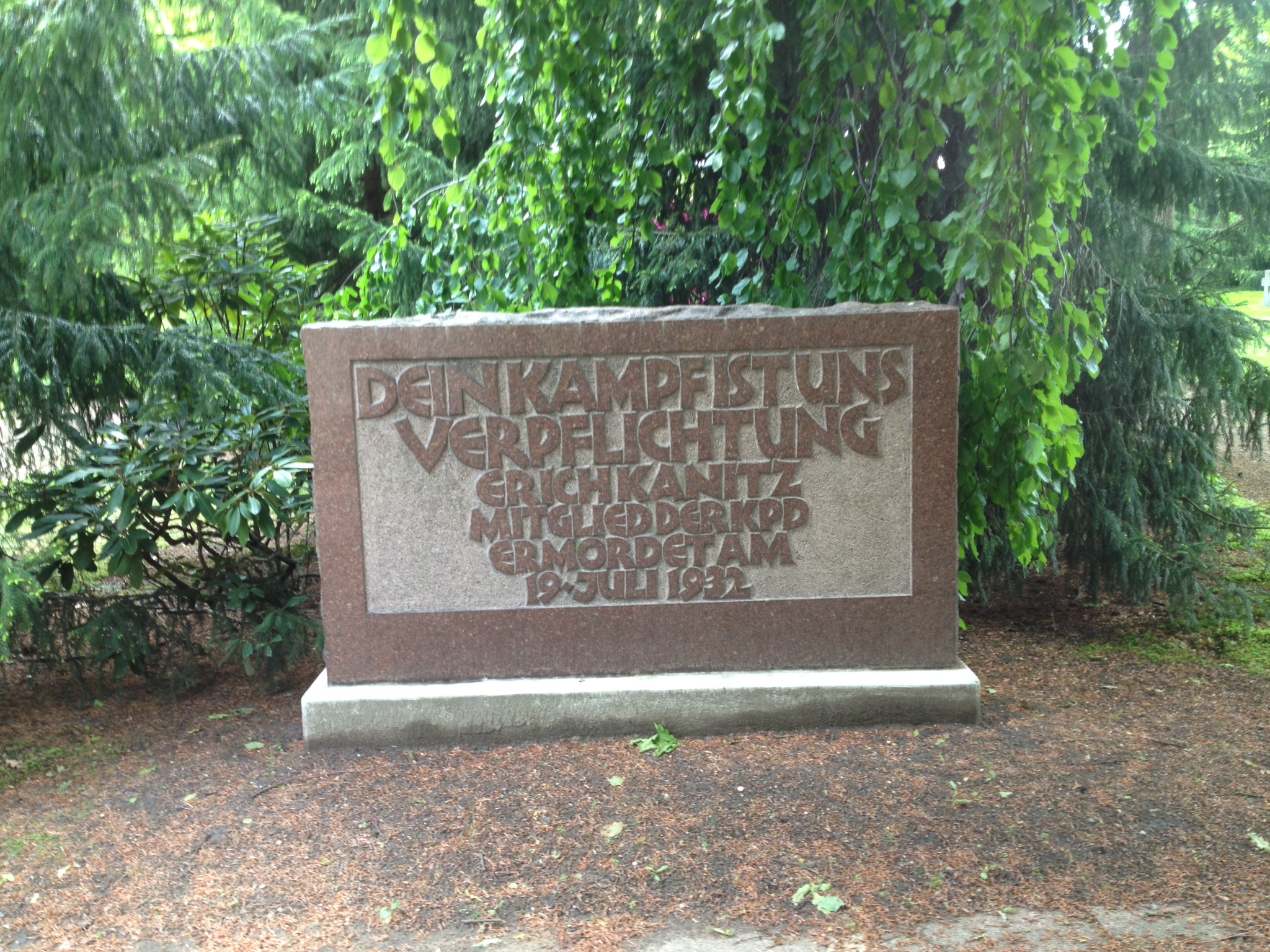
Grabstein von Erich Kanitz auf dem Friedhof in Weißwasser

In Weißwasser wurden sowohl die 10. POS als auch eine Straße nach Erich Kanitz benannt. Die Straße wurde nach der Wende zurückbenannt. Die Schule wurde aufgrund des Bevölkerungsrückganges in der Stadt nach einigen Jahren Leerstandes im Jahre 2012 abgerissen.
Sein Grab- und Gedenkstein befindet sich nach mehreren Standortwechseln auf dem Friedhof in Weißwasser.